# کونیگسمارک
کونیگسمارک (به آلمانی: Königsmark) یک منطقهٔ مسکونی در آلمان است که در استربورگ (آلتمارک) واقع شده‌است. کونیگسمارک ۵۱۶ نفر جمعیت دارد.